# День чуваської мови
День чуваської мови — щорічне культурологічне свято, що відзначається 25 квітня на території Чуваської Республіки, а також діаспорами чуваського народу в Росії та світі. Як офіційно оголошено, свято було засноване Постановою Президії Верховної Ради Чуваської Республіки 9 квітня 1992 року, з метою підкреслити самобутність і унікальність мови як одного з численних етносів, що входять до складу Російської Федерації.
Святкування приурочене до Дня народження Івана Яковича Яковлєва-вченого-лінгвіста — просвітника, філолога, який вивчав чуваську мову, поклав основи сучасної Чуваської писемності.

## Загальні відомості
Чуваська мова, як і російська, в Республіці є державною. Мова викладається в школах. Чуваська мова поширений не тільки в Чувашії, але також в місцях компактного проживання чувашів в Татарстані, Башкортостані, Оренбурзької, Самарської, Ульяновської областях та інших регіонах.
Також в цей день проводиться з метою привернути увагу громадськості, влади та всіх тих, хто небайдужо ставиться до проблеми можливого зникнення рідної мови через скорочення числа тих людей, які є його носіями та володіють ним досконало.

## Історія
Відродження інтересу до культури народів Росії, а також зростання національної самосвідомості, що стався на початку 1990-х років, привів до того, що в Чувашії питання збереження мовної самобутності та культури постало на державному рівні. Саме тоді, в 1992 році та було прийнято рішення про заснування Національного свята — Дня чуваської мови, що відзначається в Чувашії, а також серед чувашів, які проживають в інших суб'єктах Російської Федерації.

## Святкування
Заходи на честь Дня чуваської мови починається заздалегідь до настання 25 квітня. Проводяться читання, конкурси, виставки, огляди та семінари з чуваської мови, писемності та її історії.
За традицією Чебоксарах проходить мітинг перед пам'ятником І.я. Яковлєву за участю представників міністерств освіти, молодіжної політики, культури, у справах національностей Республіки Чувашія. Покладають вінки від організацій і товариств, приносять квіти жителі республіки та гості Чебоксар, виступають фольклорні ансамблі, читають вірші та прозу, співають пісні.
У 2019 році до Дня чуваської мови була приурочена благодійна акція «Подаруй дитині книгу чуваською мовою».